# 張琚
張 琚（ちょう きょ、生年不詳 - 352年）は、五胡十六国時代の人物。馮翊郡の出身。秦王を自称して自立したが、苻健に敗れて殺された。

## 経歴
もともと勇敢で義侠心がある事で名を馳せていたという。
350年8月、後趙の車騎将軍王朗に仕えていた杜洪が長安を占拠し、東晋の征北将軍・雍州刺史を自称した。張琚は杜洪に呼応し、司馬に任じられた。
氐族酋長の苻健が関中攻略を目論んで挙兵すると、張琚の弟である張先は征虜将軍に任じられ、3千の兵を率いて潼関の北へ迎撃に向かったが、大敗を喫して長安へ逃げ戻った。苻健軍の侵攻により各地の城砦は次々と降伏し、杜洪は大いに恐れ、長安を固く守った。
9月、苻菁が渭北に進むと、杜洪は再び張先に迎え撃たせたが、敗れて捕らえられた。これにより、三輔の郡県は尽くが苻健の傘下に入った。
10月、苻健は進軍を続けて遂に長安を攻撃すると、張琚は杜洪と共に司竹へ逃走した。11月、苻健は長安へ入城した。これにより、秦州・雍州の胡漢はみな苻健に寝返った。
351年3月、張琚らは東晋の梁州刺史司馬勲の下へ使者を派遣し、苻健討伐を請うた。4月、司馬勲は要請に応じて3万の兵で攻めたが、五丈原にて敗北し、南鄭まで撤退した。
352年1月、司馬勲は漢中へ退却すると、張琚らは宜秋に駐屯した。杜洪は自らが豪族である事から、かねてより張琚を軽んじていた。その為、張琚はこれを殺害すると、秦王を自称して建昌と改元し、百官を設置した。
5月、苻健は張琚の守る宜秋に歩騎2万を率いて侵攻し、張琚は敗北して殺害された。

## 一部史書との食い違い
十六国春秋及び晋書司馬勲伝では、晋書苻健載記や資治通鑑とは異なる記載が為されている。以下、十六国春秋及び晋書司馬勲伝に記されている内容を記す。
杜洪は自らが豪族である事から、かねてより張琚を軽んじおり、また司馬勲が張琚の兵が強い事を恐れているのを知っていたので、司馬勲へ向けて「張琚を殺さねば、関中は国家の有するものでは無くなるでしょう」と語った。これにより、司馬勲は偽って張琚を呼び寄せ、座においてこれを殺害した。張琚の弟である張先は池陽に逃走し、兵を集めて司馬勲を攻めた。司馬勲はこれと幾度も争ったが次第に不利となった。杜洪はこの混乱に乗じて秦王を自称し、建昌と改元して百官を置いた。352年5月、苻健は杜洪の守る宜秋に歩騎2万を率いて侵攻し、杜洪は敗北して殺害された。
晋書苻健載記・資治通鑑では秦王を自称するのは張琚となっており、大きな相違がある。